# Русская Поляна (рабочий посёлок, Омская область)
Ру́сская Поля́на — рабочий посёлок в Омской области России, административный центр Русско-Полянского района и Русско-Полянского городского поселения.
Население — 6042 чел. (2023).
Основан в 1907 году.
В пгт родился Светецкий, Григорий Григорьевич, Герой Советского Союза

## Физико-географическая характеристика
Посёлок расположен в пределах Ишимской равнины, являющейся частью Западно-Сибирской равнины. В окрестностях Русской Поляны распространены чернозёмы языковатые южные. Гидрографическая сеть не развита: ближайший крупный водоём — озеро Жарылдыколь расположено в 14 км к северу от посёлка.
Русская Поляна находится в 160 км к югу от Омска, в 20 км от государственной границы с Республикой Казахстан.
Климат
резко континентальный, со значительными перепадами температур зимой и летом (согласно классификации климатов Кёппена — влажный континентальный климат (Dfb)). Многолетняя норма осадков — 344 мм. Наибольшее количество осадков выпадает в июле — 58 мм, наименьшее в марте — 12 мм. Среднегодовая температура — 1,6° С.
| Показатель              | Янв.  | Фев.  | Март | Апр. | Май  | Июнь | Июль | Авг. | Сен. | Окт. | Нояб. | Дек.  | Год |
| ----------------------- | ----- | ----- | ---- | ---- | ---- | ---- | ---- | ---- | ---- | ---- | ----- | ----- | --- |
| Средняя температура, °C | −16,3 | −15,4 | −8,1 | 4,2  | 13,3 | 18,9 | 20,3 | 17,7 | 11,3 | 3,9  | −6,9  | −13,5 | 2,5 |
| Норма осадков, мм       | 23    | 18    | 19   | 26   | 29   | 42   | 52   | 42   | 26   | 28   | 31    | 26    | 362 |
| Источник: .             |       |       |      |      |      |      |      |      |      |      |       |       |     |

| Показатель                       | Янв.  | Фев.  | Март  | Апр.  | Май  | Июнь | Июль | Авг. | Сен. | Окт.  | Нояб. | Дек.  | Год   |
| -------------------------------- | ----- | ----- | ----- | ----- | ---- | ---- | ---- | ---- | ---- | ----- | ----- | ----- | ----- |
| Абсолютный максимум, °C          | 4,1   | 7,9   | 16,5  | 31,9  | 36,5 | 40,5 | 40,9 | 39,3 | 33,3 | 27,7  | 15,9  | 4,9   | 40,9  |
| Средний суточный максимум, °C    | −13   | −12,2 | −4,4  | 8,5   | 18,6 | 24,3 | 25,9 | 22,6 | 17,1 | 6,4   | −4,1  | −10   | 6,6   |
| Средняя температура, °C          | −17,5 | −17   | −9,3  | 3,5   | 12,3 | 18,1 | 20,1 | 17,0 | 11,5 | 2,3   | −7,9  | −14,2 | 1,6   |
| Средний суточный минимум, °C     | −21,9 | −21,8 | −14,1 | −1,5  | 6,0  | 12,0 | 14,4 | 11,4 | 5,9  | −1,8  | −11,6 | −18,4 | −3,5  |
| Абсолютный минимум, °C           | −48,3 | −46,5 | −37,9 | −24,8 | −9,3 | 1,6  | 3,9  | 0,3  | −7,9 | −23,5 | −39,3 | −44,9 | −48,3 |
| Норма осадков, мм                | 18    | 13    | 12    | 18    | 31   | 45   | 58   | 47   | 28   | 30    | 25    | 19    | 344   |
| Источник: Климат: Русская Поляна |       |       |       |       |      |      |      |      |      |       |       |       |       |

## История
Основан в 1907 году. Первые поселенцы были преимущественно выходцами из Херсонской, Орловской и Полтавской губерний. В 1908 году на сходе жителей было решено назвать новый посёлок Русской Поляной (по названию села близ города Черкассы — родине одного из первопоселенцев). Посёлок входил в состав Степановской волости Акмолинской области. В 1921—1928 годах в составе Акмолинской губернии Киргизской АССР. В 1928—1929 годах в составе Степановского района Петропавловского округа Казакской АССР. С 1929 года в составе Павлоградского района Омского округа Сибирского края.
В 1927 году был организован колхоз «Облегчённый труд» (с 1950 года — «Путь Сталина», впоследствии преобразованных в совхоз «Русско-Полянский»). В 1935 году посёлок стал районным центром Русско-Полянского района Омской области. Были построены здания школы, больницы, райкома партии; появились электричество и радио. В 1937 году была организована МТС. В 1950-х село стало своеобразным центром по освоению целины. Активное развитие села в последующие два десятилетия привело к присвоению ему в 1973 году статуса «рабочий посёлок».

## Население
| 1939  | 1959  | 1970  | 1979  | 1989  | 2002  | 2009  | 2010  |
| ----- | ----- | ----- | ----- | ----- | ----- | ----- | ----- |
| 1525  | ↗3568 | ↗5172 | ↗6252 | ↗7997 | ↘6532 | ↘5829 | ↗5922 |
| 2011  | 2012  | 2013  | 2014  | 2015  | 2016  | 2017  | 2018  |
| ↘5900 | ↗5949 | ↘5862 | ↗5867 | ↗5940 | ↗6130 | ↗6171 | ↘6166 |
| 2019  | 2020  | 2021  | 2023  |       |       |       |       |
| ↘6164 | ↗6215 | ↘6060 | ↘6042 |       |       |       |       |

Гендерный состав
По данным Всероссийской переписи населения 2010 года в гендерной структуре населения из 5922 человек мужчин — 2657, женщин — 3265	(44,9 и 55,1 % соответственно)
Национальный состав
По данным переписи населения 1939 года: украинцы — 64,7 % или 986 чел., русские — 28,4 % или 433 чел., казахи — 3,9 % или 59 чел.

## Известные жители
- Тюлюбаев, Адлет Амангельдиевич — борец греко-римского стиля, бронзовый призёр чемпионата Европы 2024 года, призёр чемпионатов России.
- Светецкий, Григорий Григорьевич — Герой Советского Союза
- Чайка, Александр Николаевич — грабитель и убийца
- В ноябре 2021 года издана книга "Почётные граждане Русско-Полянского района"

## Инфраструктура
Развитое сельское хозяйство. Личное подсобное хозяйство.

## Транспорт
К югу от посёлка проходила железнодорожная линия Кзыл-Ту-Иртышское Западно-Сибирской железной дороги (станция Русская Поляна).
До сентября 2020 г. часть автодороги Омск—Русская Поляна проходила по территории Республики Казахстан. Виза для проезда по дороге для иностранцев не требовалась. В сентябре 2020 г. открыта объездная автодорога, проложенная полностью по территории России.